# Противостояние (игра)
«Противостояние» — компьютерная игра в жанре тактической стратегии в реальном времени на тему Великой Отечественной войны. Разработана российской компанией «Наши игры» и выпущена издателем «ДОКА» в 1996 году для MS-DOS. За пределами России игра была выпущена компанией Mindscape в 1997 году на английском языке под названием Counter Action и на немецком языке под названием Ostfront.
«Противостояние» было хорошо встречено российской игровой прессой и стала лауреатом нескольких наград, включая победы в нескольких номинациях на фестивале компьютерной графики и анимации «Аниграф’97». За пределами России игра получила смешанные и негативные отзывы. Как российские, так и зарубежные критики сравнивали «Противостояние» с ближайшим конкурентом по жанру Close Combat и отмечали сходство с Command & Conquer. Игра стала большим коммерческим успехом и дала начало одноимённой серии.

## Игровой процесс

Игровой процесс

«Противостояние» представляет собой тактическую стратегию в реальном времени с перспективой вида сверху и повествует о битвах Великой Отечественной войны. Играть можно как за Красную армию, так и за вермахт. Игровой процесс состоит исключительно в боевых действиях, строительства и управления ресурсами не предусмотрено. Возможности расставить юнитов перед боем тоже не предоставляется, но в зависимости от условий миссии игрок может запрашивать подкрепление до 4 раз. Запас снарядов у боевых единиц конечен, но при этом некоторые юниты обладают несколькими видами вооружения.
Боевые единицы в игре делятся на 8 условных групп: танки, пехота, артиллерия, гаубицы, транспорты, «Катюши», передвижные зенитки и легковые автомобили. Юниты можно объединять в группы либо содержащие единицы одного класса, либо состоящие из определённых комбинаций, таких как танки с пехотой или передвижные зенитки, транспорты и легковые автомобили. Юнитам и группам можно давать различные приказы, специфические для каждого рода войск. Вся военная техника в игре воспроизводит реальное вооружение СССР и Германии времён Второй мировой войны.
Перед стартом каждого сценария игроку даётся описание текущей ситуации, задание, а также показывается карта с возможными путями нападения противника. Миссии в сценариях могут быть различными: оборона мостов и населённых пунктов, эвакуация или наступление. По мере продвижения в распоряжение игрока поступают новые боевые единицы.

## Сюжет
Однопользовательская игра состоит из двух кампаний: за Третий рейх и за Советский Союз. Каждая из них содержит 14 сценариев для последовательного прохождения.
Кампания за СССР начинается с задания спасти генерала Кучумова, оказавшегося в непосредственной близости от линии фронта. За ней следует серия миссий, включающая оборону стратегических объектов, таких как заводы и орудия береговой артиллерии, освобождение занятого немцами Крыма и форсирование реки Днепр. Кампания заканчивается взятием села Внуковичи и восстановлением границы СССР.
Немецкая кампания начинается с успешного наступления Германии на СССР. Первые миссии сконцентрированы на уничтожении складов, заводов, нанесении упреждающих ударов, защите прибывшего бронепоезда с боеприпасами и столкновении с отступающими войсками Красной армии. Последующие миссии включают подавление сопротивления на юге Сталинграда и уничтожение конвоя с продовольствием, который пытается проникнуть в находящийся в блокаде Ленинград. Заключительной миссией кампании является уничтожение высшего командования Красной армии, находящегося в военном городке недалеко от Москвы.

## Разработка и выпуск
Игра была создана группой разработчиков «Наши Игры» из Санкт-Петербурга. Продюсером Противостояния выступил Виктор Винокуров, автором основной программы был Виктор Стрельцов, графику создали Глеб Кузнецов, Юрий Елшин и Виктор Стрельцов. Музыкальное сопровождение было написано Игорем Ржевкиным. Игровая графика была нарисована вручную, а межуровневые видеоролики выполнены в 3D. Для создания трёхмерной графики использовалась программа 3D Studio.
Противостояние было анонсировано издателем «ДОКА Медиа» на выставке «Софтул» в 1996 году. По заявлению директора программных разработок «ДОКА Медиа» Константина Шевчука, несколько других компаний пытались перекупить лицензию на игру у «Наших Игр», предлагая им больше денег, но разработчики приняли решение не менять издателя. В интервью журналу «PRO Игры» Шевчук выразил свою уверенность в том, что игра станет хитом в России.
Работа над «Противостоянием» была закончена в середине ноября 1996 года, и игра была выпущена в России в том же году в декабре. За пределами России в странах Европы игра была издана компанией Mindscape в 1997 году под названием Counter Action на английском языке и Ostfront на немецком языке.
По заявлению компании «ДОКА Медиа», за 1997 год было продано 21 000 копий игры.
12 июля 2021 года англоязычная версия «Простивостояния» официально появилась в продаже в онлайн-сервисе цифрового распространения игр Zoom Platform, а в сентябре того же года эта версия игры получила обновление 1.1, исправляющее проблемы со звуком.

## Дополнения
В мае 1997 года вышло официальное дополнение к «Противостоянию», получившее название «Противостояние: Опалённый снег». В дополнение вошли 14 новых одиночных миссий, действие которых происходит зимой, появились новые юниты и возможность захвата вражеской техники. Помимо этого, дополнение добавило в игру многопользовательский режим и 45 сетевых миссий.
В конце декабря 1997 года в продажу поступило специальное издание «Противостояния» под названием «Противостояние. Военная хроника». В него вошла оригинальная игра с дополнением «Опалённый снег». Помимо них в игру были добавлены 10 новых одиночных миссий, новые анимационные ролики и аудиотреки. В комплект с игрой вошли сувениры и плакат, а на диске были размещены дополнительные материалы.

## Продолжение
Несмотря на то, что прямого сиквела «Противостояние» так и не получило, продолжение под названием «Противостояние 2» находилось в разработке в 1997 году. Эскизы боевой техники, созданные для второй части, были размещены на диске с «Противостоянием. Военной хроникой» в качестве дополнительных материалов. В сентябре 1997 года руководитель направления игровых и мультимедийных продуктов компании «1C», которая являлась дистрибьютором оригинальной игры, Юрий Мирошников сказал в интервью изданию CRN/RE, что с «ДОКА Медиа» ведутся переговоры по поводу «Противостояния 2».
В 1999 году бывшие сотрудники «Наших игр» основали студию Fireglow Games и в 2000 году выпустили первую игру из серии Sudden Strike. В России Sudden Strike и Sudden Strike 2 были изданы под названиями «Противостояние 3» и «Противостояние 4» компанией «Руссобит-М», которая владела правами на торговую марку «Противостояние». Позднее Fireglow Games сменили российского издателя, и последующие игры серии Sudden Strike издавались в России под своими оригинальными названиями. Компания «Руссобит-М» продолжила издавать игры в серии «Противостояние», созданные разными разработчиками.

## Отзывы
| Иноязычные издания    | Иноязычные издания                |
| Издание               | Оценка                            |
| --------------------- | --------------------------------- |
| PC Gamer (UK)         | 56 %                              |
| Joystick              | 60 %                              |
| Gen4                  | [ 27 ]                            |
| PC Player             | 18 %                              |
| Русскоязычные издания |                                   |
| Издание               | Оценка                            |
| «Страна игр»          | 8/10                              |
| Награды               |                                   |
| Издание               | Награда                           |
| Магазин игрушек       | Наш выбор                         |
| «Аниграф’97»          | Приз зрительских симпатий         |
| «Аниграф’97»          | Лучшая анимация                   |
| «Аниграф’97»          | Лучшая многопользовательская игра |

Мнения критиков о «Противостоянии» разделились. Российские издания высоко оценили игру, назвав её одной из первых отечественных компьютерных стратегических игр мирового уровня. Отзывы зарубежных журналистов разнились от сдержанных до резко негативных.
«Противостояние» получило награду «Наш выбор» от российского журнала «Магазин игрушек». По мнению обозревателя журнала Виктора Кочурова, «„Противостояние“ — отлично сбалансированная игра, играбельность которой хороша в той же степени, что и техническое воплощение». В своей рецензии он сравнил игру с Close Combat, но отметил, что «Противостояние» намного проще и доступнее в освоении. Сергей Лосев из «Страны игр» охарактеризовал «Противостояние» как «лучшую игру реального времени на историческую тематику». Из недостатков он отметил отсутствие многопользовательской игры и неудобное автоматическое прокручивание карты. Обозреватель российского журнала «PRO игры» тоже назвал одним из главных минусов игры отсутствие мультиплеера, а также раскритиковал отсутствие разных моделей поведения боевых единиц и отсутствие у них какого-либо боевого порядка. Тем не менее, он отметил, что это компенсируется разнообразием родов войск и вооружений. В заключении своей рецензии он написал, что «для первого блина <…> „Наши игры“ проявили себя самым оптимальным образом».
Рецензент британского журнала PC Gamer Стив Фарагер дал игре сдержанный отзыв. В своей статье он написал, что игровая механика идентична Command & Conquer, но при этом отсутствуют её самые приятные аспекты — управление ресурсами и мультиплеер. Он также отметил, что в сравнении с Close Combat, которая старалась максимально точно воспроизвести реальные события, «Противостояние» обходится с историческими фактами слишком вольно. Боб Арктор из французского журнала Joystick назвал игру скучной, но при этом похвалил её оформление и спрайты. Люк-Сантьяго Родригес из другого французского издания Gen4 заключил, что устаревший геймплей не может составить конкуренцию Close Combat. Резко негативную рецензию на «Противостояние» написал Манфред Дуй из немецкого журнала PC Player. Он раскритиковал скучный игровой процесс, инертное управление, глупый искусственный интеллект и однообразную зелёную цветовую гамму, в которой, по его мнению, сложно заметить юнитов.
Игра получила приз зрительских симпатий и была удостоена наград за лучшую анимацию и за лучшую многопользовательскую игру на фестивале компьютерной графики и анимации «Аниграф’97».